# Cicelj
Cicelj je planina u Istočnoj Bosni.
U podnožju planine nalazi se gradić Čajniče i izvor rijeke Janjine, pritoke Drine. Najviši vrh planine se nalazi na 1432 metra nadmorske visine. 
Cicelj je zaštićeni rezervat prirodnih predjela proglašen 1969. godine.

## Vanjske poveznice
|  | Zajednički poslužitelj ima još gradiva o temi Cicelj |